# Заслуженный работник культуры РСФСР
Заслу́женный рабо́тник культу́ры РСФСР — почётное звание РСФСР. Учреждено 26 мая 1964 года.
Присваивалось высококвалифицированным работникам учреждений, организаций и органов культуры, искусства, образования, полиграфии, печати, радио и телевидения, участникам самодеятельного творчества и лицам, участвующим в работе организаций, учреждений и органов культуры на общественных началах, за заслуги в развитии культуры и проработавшим в области культуры 15 и более лет.
4 февраля 1992 года произвели последние присвоения этого звания.